# Gällsboträsket
Gällsboträsket är en sjö i Östhammars kommun i Uppland och ingår i Tämnarån-Forsmarksåns kustområde. Sjön har en area på 0,0609 kvadratkilometer och ligger 2,7 meter över havet.

## Delavrinningsområde
Gällsboträsket ingår i det delavrinningsområde (670370-162602) som SMHI kallar för Rinner mot Öregrundsgrepen. Medelhöjden är 8 meter över havet och ytan är 82,92 kvadratkilometer. Det finns inga avrinningsområden uppströms utan avrinningsområdet är högsta punkten. Avrinningsområdets utflöde mynnar i havet, utan att ha någon enskild mynningsplats. Avrinningsområdet består mestadels av skog (83 procent). Avrinningsområdet har 1,35 kvadratkilometer vattenytor vilket ger det en sjöprocent på 1,6 procent.